# Bangalaia schoudeteni
Bangalaia schoudeteni är en skalbaggsart som beskrevs av Stefan von Breuning 1936. Bangalaia schoudeteni ingår i släktet Bangalaia och familjen långhorningar. Inga underarter finns listade.